# Шатель-Монтань
Шате́ль-Монта́нь (фр. Châtel-Montagne) — коммуна во Франции, находится в регионе Овернь. Департамент коммуны — Алье. Входит в состав кантона Ле-Мейе-де-Монтань. Округ коммуны — Виши.
Код INSEE коммуны — 03066.

## Население
Население коммуны на 2008 год составляло 419 человек.
| 1962 | 1968 | 1975 | 1982 | 1990 | 1999 | 2008 |
| ---- | ---- | ---- | ---- | ---- | ---- | ---- |
| 420  | 572  | 501  | 426  | 400  | 373  | 419  |

## Экономика
В 2007 году среди 228 человек в трудоспособном возрасте (15—64 лет) 152 были экономически активными, 76 — неактивными (показатель активности — 66,7 %, в 1999 году было 59,8 %). Из 152 активных работали 137 человек (81 мужчина и 56 женщин), безработных было 15 (10 мужчин и 5 женщин). Среди 76 неактивных 11 человек были учениками или студентами, 40 — пенсионерами, 25 были неактивными по другим причинам.